# لوسیوس آنتونیوس ساتورنینوس
لوسیوس آنتونیوس ساتورنینوس (به لاتین: Lucius Antonius Saturninus) فرماندار رومی ژرمانیای علیا در دوران امپراتوری دومیتیان بود. او که کینه‌ای شخصی نسبت به دومیتیان داشت در بهار ۸۹ علیه او شورید و لژیون‌های ۲۱ راپاکس و ۱۴ ژمینا که در موگونتیاکوم (ماینتز امروزی) اردو زده بودند را در این شورش با خود همراه ساخت.
اما طغیان ناگهانی رود راین سبب شد تا متحدان آلمانی ساتورنینوس نتوانند به او بپیوندند و در نتیجه دیری نپایید که شورش او توسط یکی از فرماندهان دومیتیان به‌نام تراژان سرکوب شد. تراژان سپس نامه‌های ساتورنینوس را سوزاند تا از گرفتار شدن افراد دیگری که در این شورش دخالت داشتند جلوگیری نماید. اما این کار او نتیجه‌ای نداشت و دومیتیان علاوه بر ساتورنینوس، افراد بی‌شمار دیگری را نیز اعدام نمود و سرهای آن‌ها را در روسترای رم به‌نمایش گذارد. لژیون بیست و یکم به پانونیا فرستاده شد و دومیتیان قانونی را تصویب نمود که حضور همزمان دو لژویون در یک اردوگاه را از آن تاریخ به‌بعد ممنوع می‌ساخت.